# Makiko Ohmoto
Makiko Ohmoto (大本 眞基子 Ōmoto Makiko?), född 1 februari 1973 i Kurashiki, Okayama prefektur, är en japansk röstskådespelare. Hon är bland annat känd för sin roll som figuren Kirby i spelserien med samma namn samt animen som är baserad på den. Hon representerade sig tidigare av talangbyrån Aoni Production, men arbetar numera som frilansare.